# Otovci
Otovci ist ein Dorf und ein Ortsteil der Gemeinde Puconci und liegt im hügeligen Goričko in der historischen Region Prekmurje in Slowenien. 

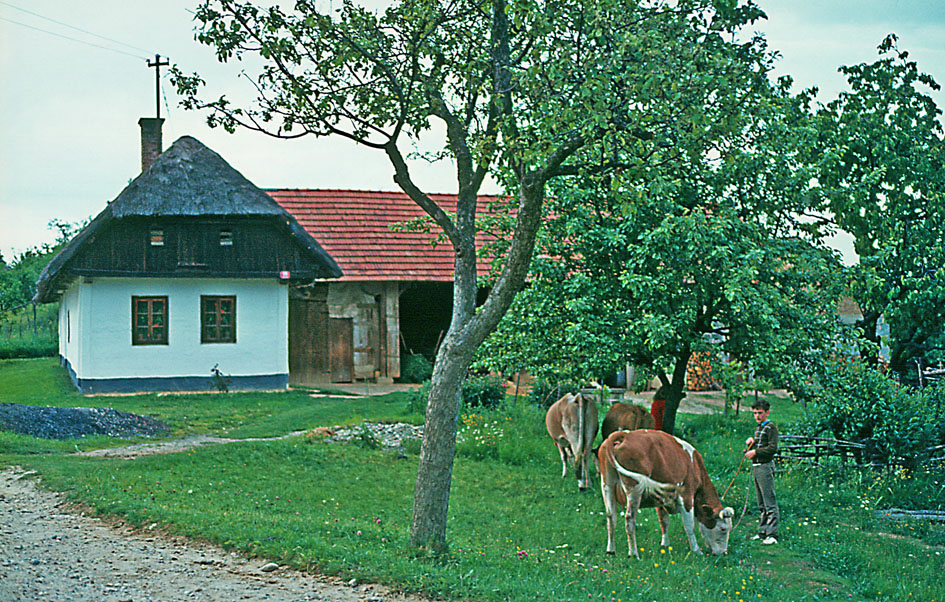
Bauernhof in Otovci 1977

## Geografie
Der weitverstreute Ort mit seinen 255 Einwohnern (2002) ist die nördlichste Siedlung der Gemeinde und liegt in den Quellregionen der Bäche Mačkovski potok und Bezjakovski potok, die im zentralen Bereich des Hügel- und Grabenlandes von Goričko entspringen. Die Nachbarorte von Otovci sind: im Norden Boreča, im Osten Stanjevci, im Süden Mačkovci und Prosečka vas und im Westen Vidonci. Das Dorf liegt vom Sitz der Gemeinde ca. 12 km entfernt und ist aus südlicher Richtung über die Hauptstraße Nr. 355, die von Murska Sobota nach Hodoš führt, leicht zu erreichen. Die Dorfgemarkung ist überaus hügelig und abwechslungsreich, Ackerflächen wechseln mit Wiesen ab, Maisfelder werden von Kartoffel- und Rübenäckern abgelöst. An sonnigen Hängen sind Obstbaumplantagen angelegt und vereinzelt werden noch Weingärten bearbeitet. Ein großer Teil der Dorfflur wird von pilzreichen Mischwaldungen eingenommen, wobei Kiefern, Fichten und Weißbuchen dominieren.
Die Bauerngehöfte, teils in den Niederungen der Bäche (um 290 m. i. J.), teils an Hängen und Berglehnen, teils auf Höhenrücken und Kuppen (um 380 m. i. J.) errichtet, tragen folgende Hausnamen: Bagarov Breg, Baksarovci, Benkin Breg, Cerova Graba, Duge Kerecke, Frumenovi, Gombocovi, Kačovi, Kerecov Dol, Miškin Breg, Podleskovi, Petkov Breg, Sabolovi, Smodišovi, Sukičke, Šebdjanov Breg, Vrej und Vučkin Breg.

## Geschichte
Die Siedlung Pečnarovci, die im Jahre 1365 erstmals urkundlich als „Pechneruchi“ genannt wird, ist heute verschollen. Der Ort lag offenbar an der Westseite der Dorfgemarkung von Otovci, etwa in der Gegend von Petkov Breg und Cerova graba. In diesem Bereich besteht das Gelände aus einem sandigen Tongemisch, das bis in die 1960er Jahre zur Erzeugung hervorragender Ziegelsteine verwendet wurde, außerdem war hier auch das häusliche Töpfergewerbe angesiedelt. Offensichtlich lässt sich dieser untergegangene Ortsname (slowenisch peč ‚Ofen‘, pečnar = Ofenbauer, peči = backen) auf diese Begriffe zurückführen.
Otovci wird im Jahre 1366 erstmals urkundlich erwähnt: „Othouch in dystrictu Waralyakurniky“. In derselben Urkunde ist auch vermerkt: „Pechnarouch in dystrictu Waralyakurniky“. Die beiden Siedlungen lagen also im Bereich des Dominiums Felsölendva (Oberlimbach, heute Grad) das damals der ungarischen Magnatenfamilie Széchy gehörte. Im Jahre 1499 werden beide Siedlungen mit den Ortsnamen Othowcz und Pesnarowcz dokumentiert. In einem Protokoll der Diözese Győr/Raab aus dem Jahre 1698 ist vermerkt, dass die Bewohner des Ortes Pecsnárocz zur Pfarre Maria Himmelfahrt nach Felsölendva/Grad zugeordnet waren und die Bewohner des Ortes Otocz zur Pfarre Hl. Dreifaltigkeit nach Petrocz/Gornji Petrovci gerechnet wurden. In einem Landkartenwerk aus dem Jahre 1785 ist der Ort Odowce oder Ottócz gut ersichtlich, wobei die Siedlung Pečnarovci schon nicht mehr genannt wird.
Im Jahre 1890 wird das Dorf amtlich Ottoháza bezeichnet und hatte 419 Einwohner, davon bekannten sich 418 als Slowenen und einer als Ungar. Der Ort gehörte zum Bezirk Muraszombat/Murska Sobota und lag im Komitat Vas/Eisenburg.
Der Vertrag von Trianon schlug das Dorf dem Königreich SHS zu. Für den nun amtlich Otovci genannten Ort wurden bei der Volkszählung am 31. Januar 1921 folgende Daten ermittelt: 500 Slowenen und 3 anderer Ethnien; von diesen 503 Bewohnern bekannten sich 164 zum katholischen und 339 zum evangelischen Glauben.
Bei der Zählung im Jahre 1931 wurden 463 Einwohner ermittelt, im Jahre 1961 waren es noch 411 und für das Jahr 1971 sind folgende Zahlen bekannt: 341 Einwohner, 81 Häuser, 80 Haushalte und 316 Dorfbewohner, die ausschließlich von der Landwirtschaft leben.